# Lodewijk V van West-Francië
Lodewijk V van West-Francië (966/967 - 21/22 mei 987), ook wel Lodewijk de Doeniet, Lodewijk de Luie of Lodewijk de Nietsdoener genoemd (Latijn: Ludovicus qui nihil fecit; Frans: Louis le Fainéant), was gedurende 14 maanden koning van West-Francië van 2 maart 986 tot 21/22 mei 987. Hij was de laatste Franse koning uit het geslacht van de Karolingen.
Omdat hij slechts één jaar regeerde en in die tijd weinig kon doen, gaven middeleeuwse kroniekschrijvers hem de bijnaam "qui nihil fecit – die niets deed".

## Leven
Lodewijk was een zoon van koning Lotharius en diens echtgenote Emma, een dochter van koning Lotharius II van Italië en Adelheid, die later trouwde met keizer Otto de Grote. Lodewijks broer Otto stierf nog voor hun vader, waardoor Lodewijk de enige erfgenaam werd. De overige kinderen van Lotharius waren namelijk buitenechtelijk.
Lodewijk werd ter verzekering van de troonsopvolging tot medekoning van zijn vader verheven en op 8 juni 979 door aartsbisschop Adalbero van Reims gewijd. Lotharius liet hem in 982 te Brioude met Adelheid van Anjou, de rijke weduwe van graaf Stefaan van Gévaudan en dochter van graaf Fulco II van Anjou, trouwen. Tegelijkertijd stuurde Lotharius zijn zoon naar Aquitanië, waar Lodewijk ofwel als koning van Aquitanië zou heersen of als medekoning van zijn vader zou optreden (de gegevens in de bronnen spreken elkaar tegen). Het koppel zou kort na hun huwelijk door Adelheids broer, bisschop Guy van Anjou, tot koning en koningin van Aquitanië zijn gekroond. Adelheids oudste broer, Godfried I van Anjou, zou op dat moment op het toppunt van zijn macht zijn als sénéchal van Frankrijk én schoonbroer van de kroonprins.
Het huwelijk zou echter niet lang standhouden - er was een groot leeftijdsverschil - en werd na een jaar of twee ontbonden. Lodewijk keerde in 984 terug naar het hof van zijn vader. Adelheid zou naar het hof van Willem I van Provence vluchten en met deze in het huwelijk treden. Men zag dat Lodewijk lichtzinnig was en zich weinig bekommerde om zijn plichten als heerser. Vermoedelijk hangen de minder flatterende gegevens over hem waarschijnlijk minstens ten dele samen met de bedoeling van geschiedschrijvers om hem als onbekwaam en immoreel af te schilderen, om de dynastieke wissel na zijn dood plausibel te maken (zoals ook was gebeurd toen de Karolingen het overnamen van de Merovingers).

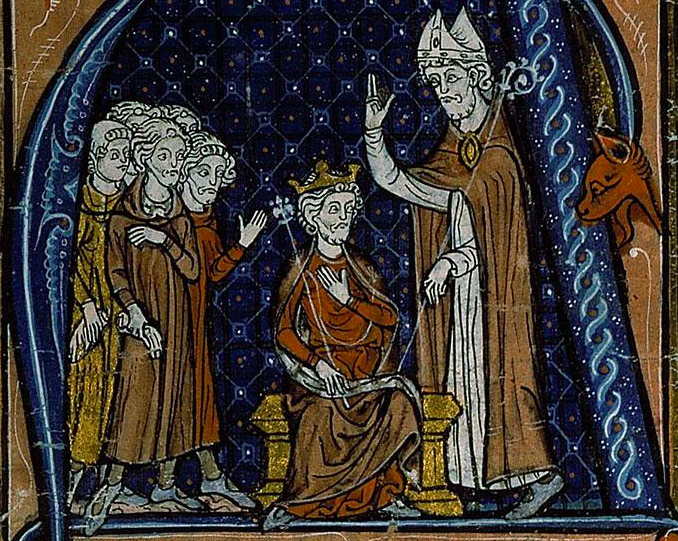
Lodewijk V wordt te Compiègne tot koning gekroond (Grandes Chroniques de France, Bibliothèque Sainte-Geneviève, Ms. 782).

Toen zijn vader op 2 maart 986 overleed, zou Lodewijk hem opvolgen. Er waren echter twee partijen aan het hof van de koning. Het kamp van de koningin-moeder, Emma van Italië, die in sterke mate door haar moeder, Adelheid, werd beïnvloed, stond voor een politiek die de Ottonen gunstig gezind was. Bovendien zou Emma de hertog Hugo Capet, aan wie Lotharius op zijn sterfbed zijn zoon zou hebben toevertrouwd, niet vertrouwen en wou ze met haar zoon naar haar moeder trekken. Tot dit kamp behoorde ook aartsbisschop Adalbero van Reims, die vlak voor Lotharius' overlijden nog van hoogverraad beschuldigd en die nu na diens overlijden meende terug in de gunst van het hof te kunnen komen. Het andere kamp wenste het onder Lotharius ingezette buitenlands beleid voort te zetten, dat tot doel hadden elke zwakte van de Ottonen uit te buiten - in het bijzonder daar keizer Otto III nog steeds een kind was - en ervan te profiteren om naar het oosten aan gebiedsuitbreiding te doen en met geweld het oude Middenrijk te heroveren. Bovendien moest Lodewijk rekening houden met zijn machtigste vazal, Hugo Capet, die samen met zijn broer een groot deel van het koninkrijk in leen hield.
Aanvankelijk wist het kamp van de koningin-moeder de bovenhand te halen, maar in de zomer van 986 was er een ommekeer: Lodewijk zou met zijn moeder in conflict komen en haar zelfs beschuldigen een relatie te hebben gehad met bisschop Adalbero van Laon. Haar tegenstanders zwaaiden nu de plak aan het hof en Emma moest het hof verlaten en zocht haar toevlucht bij Hugo Capet. Adalbero, die zich nu in een hachelijke situatie bevond, besloot zijn bisschopszetel tijdelijk te verlaten en naar zijn kastelen aan de Maas te gaan, die tot de Ottoonse invloedssfeer behoorden. Dit werd door Lodewijk als hoogverraad gezien: hij wou Adalbero straffen en begon daarop - met de steun van Hugo Capet - met de belegering van Reims. Teneinde een einde te maken aan de belegering en het conflict eens en voor altijd te beslechten, werd besloten om een vergadering bijeen te roepen in Compiègne om over Adalbero te oordelen. Lodewijk zou echter kort daarop opnieuw van mening zijn veranderd en een verzoening met Adalbero hebben nagestreefd. Er was daarenboven in het voorjaar van 987 ook een vredesconferentie met Otto III of zijn moeder Theophanu gepland, waarin Beatrix Capet een belangrijke rol speelde.
De jonge koning kwam echter te sterven voor hij dit alles kon uitvoeren. Volgens Richerus stierf hij op 21 mei 987 aan een val van zijn paard tijdens een jachtpartij, terwijl Adhémar van Chabannes meent te weten dat hij door zijn echtgenote werd vergiftigd. Hij werd begraven in de kerk van de abdij Saint-Corneille in Compiègne.
Lodewijk stierf zonder kinderen na te laten, waardoor Karel van Neder-Lotharingen recht op de Franse troon had. Maar op voorspraak van de inmiddels vrijgesproken bisschop Adalbero - en met de steun van Gerbert van Aurillac - werd besloten een nieuwe koning te kiezen uit de middens van de verzamelde adel, waarop Hugo Capet, de machtigste edelman van Frankrijk in die tijd, tot zijn opvolger werd verkozen. Hiermee kwam er officieel een eind aan het bewind van de Karolingen en werden de Capetingen koningen van Frankrijk.

## Voorouders
| Voorouders van Lodewijk V van West-Francië (966-987) | Voorouders van Lodewijk V van West-Francië (966-987)                    | Voorouders van Lodewijk V van West-Francië (966-987)                    | Voorouders van Lodewijk V van West-Francië (966-987)                    | Voorouders van Lodewijk V van West-Francië (966-987)                    | Voorouders van Lodewijk V van West-Francië (966-987)                      | Voorouders van Lodewijk V van West-Francië (966-987)                      | Voorouders van Lodewijk V van West-Francië (966-987)                      | Voorouders van Lodewijk V van West-Francië (966-987)                      |
| ---------------------------------------------------- | ----------------------------------------------------------------------- | ----------------------------------------------------------------------- | ----------------------------------------------------------------------- | ----------------------------------------------------------------------- | ------------------------------------------------------------------------- | ------------------------------------------------------------------------- | ------------------------------------------------------------------------- | ------------------------------------------------------------------------- |
| Over- groot- ouders                                  | Karel de Eenvoudige (879-929) ∞ 918 Hedwig van Wessex (903-951)         | Karel de Eenvoudige (879-929) ∞ 918 Hedwig van Wessex (903-951)         | Hendrik de Vogelaar (876-936) ∞ 909 Mathilde van Ringelheim (895-968)   | Hendrik de Vogelaar (876-936) ∞ 909 Mathilde van Ringelheim (895-968)   | Hugo van Arles (882–948) ∞ Wandellmoda (-)                                | Hugo van Arles (882–948) ∞ Wandellmoda (-)                                | Rudolf II van Bourgondië (890-937) ∞ Bertha van Zwaben (907-966)          | Rudolf II van Bourgondië (890-937) ∞ Bertha van Zwaben (907-966)          |
| Groot- ouders                                        | Lodewijk IV van Frankrijk (920-954) ∞ 939 Gerberga van Saksen (913-984) | Lodewijk IV van Frankrijk (920-954) ∞ 939 Gerberga van Saksen (913-984) | Lodewijk IV van Frankrijk (920-954) ∞ 939 Gerberga van Saksen (913-984) | Lodewijk IV van Frankrijk (920-954) ∞ 939 Gerberga van Saksen (913-984) | Lotharius II van Italië (926-950) ∞ 947 Adelheid van Bourgondië (931-999) | Lotharius II van Italië (926-950) ∞ 947 Adelheid van Bourgondië (931-999) | Lotharius II van Italië (926-950) ∞ 947 Adelheid van Bourgondië (931-999) | Lotharius II van Italië (926-950) ∞ 947 Adelheid van Bourgondië (931-999) |
| Ouders                                               | Lotharius van Frankrijk (941-986) ∞ 965 Emma van Italië (948-989)       | Lotharius van Frankrijk (941-986) ∞ 965 Emma van Italië (948-989)       | Lotharius van Frankrijk (941-986) ∞ 965 Emma van Italië (948-989)       | Lotharius van Frankrijk (941-986) ∞ 965 Emma van Italië (948-989)       | Lotharius van Frankrijk (941-986) ∞ 965 Emma van Italië (948-989)         | Lotharius van Frankrijk (941-986) ∞ 965 Emma van Italië (948-989)         | Lotharius van Frankrijk (941-986) ∞ 965 Emma van Italië (948-989)         | Lotharius van Frankrijk (941-986) ∞ 965 Emma van Italië (948-989)         |